# Hof ter Nisse (Nisse)
Het Hof ter Nisse of Huis te Nisse was een kasteel en later een buitenplaats in het Nederlandse dorp Nisse, provincie Zeeland. Van het complex zijn de middeleeuwse vliedberg, een 17e-eeuwse boerderij en het 18e-eeuwse toegangshek bewaard gebleven. De verschillende onderdelen zijn elk aangewezen als rijksmonument.

## Geschiedenis
De oudste kern van de vliedberg zal uit de 11e of 12e eeuw dateren. In de 13e eeuw werd deze heuvel opgehoogd en voorzien van een versterkt huis, zodat er een mottekasteel ontstond. Eind 13e eeuw stierf het geslacht Van der Nisse uit in mannelijke lijn en vervielen de goederen - waaronder het kasteel - terug aan de graaf van Holland. De nieuwe eigenaar werd Jan Mulard van Borssele, die vermoedelijk door graaf Floris V met de goederen werd beleend.

### Verwoesting
Tijdens de strijd tussen de Hollandse graaf en de Zeeuwse adel rond 1300 moest de familie Van Borssele uitwijken naar Vlaanderen. Hun bezittingen in Nisse zullen door de graaf in beslag zijn genomen en vermoedelijk heeft Jan zonder Genade in 1301 ook het mottekasteel verwoest. Na de dood van Jan Mulard in 1303 kregen zijn weduwe en twee dochters een deel van het eigendom weer terug.
In de 14e eeuw bleven de heerlijkheid Nisse en het verwoeste kasteel in de familie Van Borssele. In 1317 werd Aleid van Henegouwen, zuster van graaf Willem III en weduwe van Wolfert II van Borssele, ambachtsvrouwe van Nisse. Door haar huwelijk met Otto van Buren in 1321 kwam de heerlijkheid in zijn bezit. Aleids kleinzoon Wolfert IV zou uiteindelijk Nisse erven maar overleed kinderloos.

### Nieuwbouw
Omstreeks 1400 lieten de toenmalige eigenaren uit de familie Van Borssele van der Veere naast de oude motteheuvel een nieuw adellijk huis bouwen. Dit Hof ter Nisse was vooral bedoeld als zomerverblijf, want de familie had zijn hoofdverblijf op het kasteel Zandenburg in Veere. Bij het zomerhuis werden tuinen en parken aangelegd. Daarnaast werd het Hof ter Nisse gebruikt om zwanen te kweken die vervolgens op Zandenburg werden opgegeten.
Jan van Kruiningen werd in 1505 vermeld als heer van Nisse. In 1509 werd Anna van Kruiningen met Nisse beleend, nadat haar grootmoeder Charlotte van Bourgondië - weduwe van Joost van Kruiningen - in dat jaar was overleden. Via Adolf van Bourgondië kwam Nisse in 1540 bij diens zoon Maximiliaan II van Bourgondië terecht, maar die veroorzaakte grote schulden waardoor Nisse na zijn dood in 1558 publiekelijk werd verkocht. Diverse eigenaren volgden elkaar nu op.

### Van der Nisse
Begin 17e eeuw kwam het Hof ter Nisse in bezit van de familie Van der Nisse, een patriciërsgeslacht uit Goes. Hoewel de achternaam anders doet vermoeden, hadden zij geen historische band met het kasteel. De eerste uit deze familie die als ambachtsheer van Nisse optrad, was David van der Nisse, echtgenoot van Clara van Borssele van der Hooge. Ze bewoonden afwisselend hun woning te Goes en het Hof ter Nisse. Hun zoon Gillis Cornelis erfde in 1721 de bezittingen te Nisse. Via vererving kwamen het landhuis en de heerlijkheid bij Jan Tieleman Spijker en daarna de familie Verschoor, die nog tot in de 19e eeuw eigenaar zou zijn. 
In 1844 werd het huis afgebroken.

## Beschrijving
Van de vliedberg is een 4 tot 5 meter hoge heuvel bewaard gebleven, met een doorsnede van 30 meter. Rondom de heuvel liggen de restanten van de gracht. De vliedberg maakt sinds 1973 onderdeel uit van een tuin in Engelse cottage tuinstijl.
De in oorsprong 15e-eeuwse buitenplaats had een omgracht tuincomplex. De contouren van deze gracht zijn nog zichtbaar in het landschap. De huisplaats zelf is tegenwoordig een boomgaard.
Het oudste deel van de koetsierswoning dateert uit circa 1650. Nadat het hoofdgebouw van de buitenplaats in 1844 was gesloopt, werd de koetsierswoning uitgebreid tot een boerderij. Het gebouw staat bekend als Slot ter Nisse en is een rijksmonument.
Het toegangshek in Lodewijk XV-stijl is rond 1760 geplaatst en bevat de wapens van de familie Van der Nisse. Bovenop de zuilen staan hardstenen vazen. Het hek is in 1993 gerestaureerd.

## Afbeeldingen

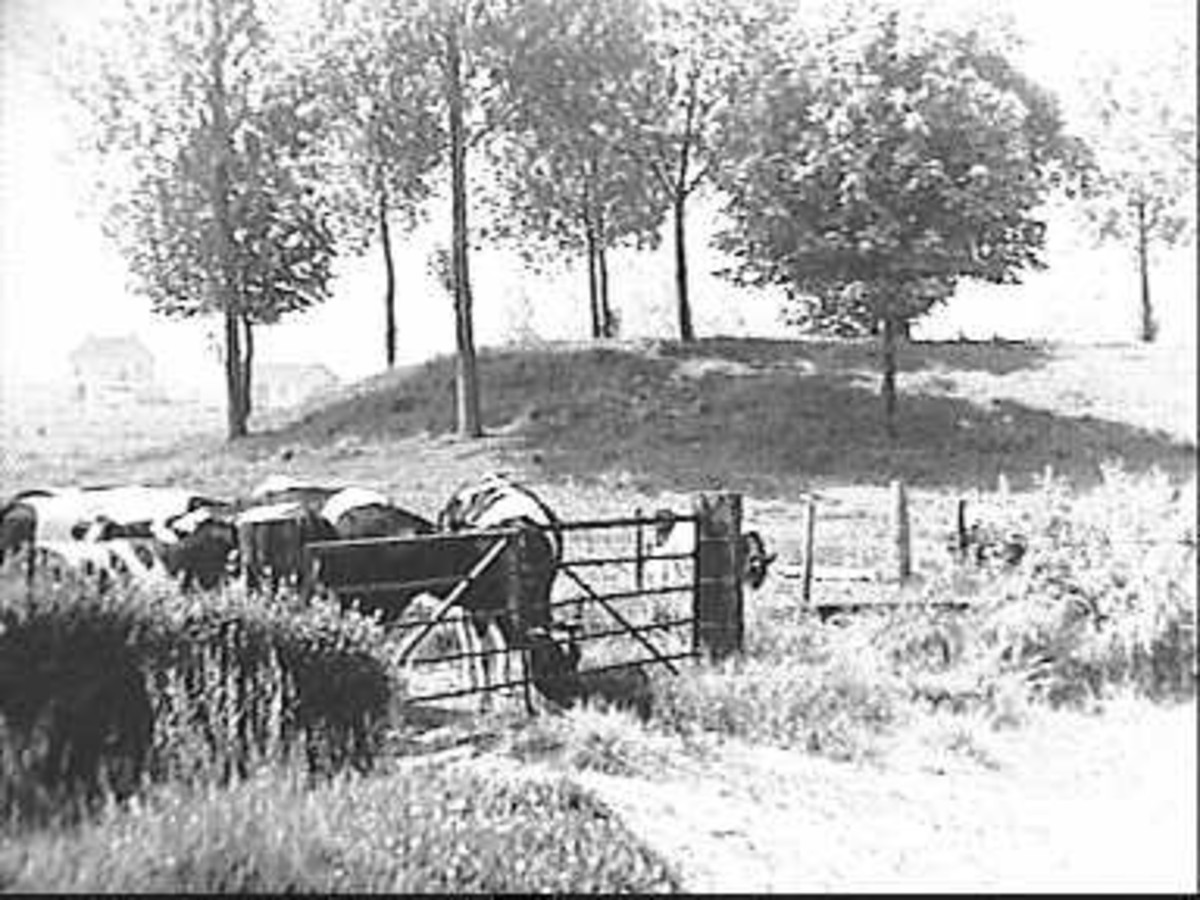
De vliedberg
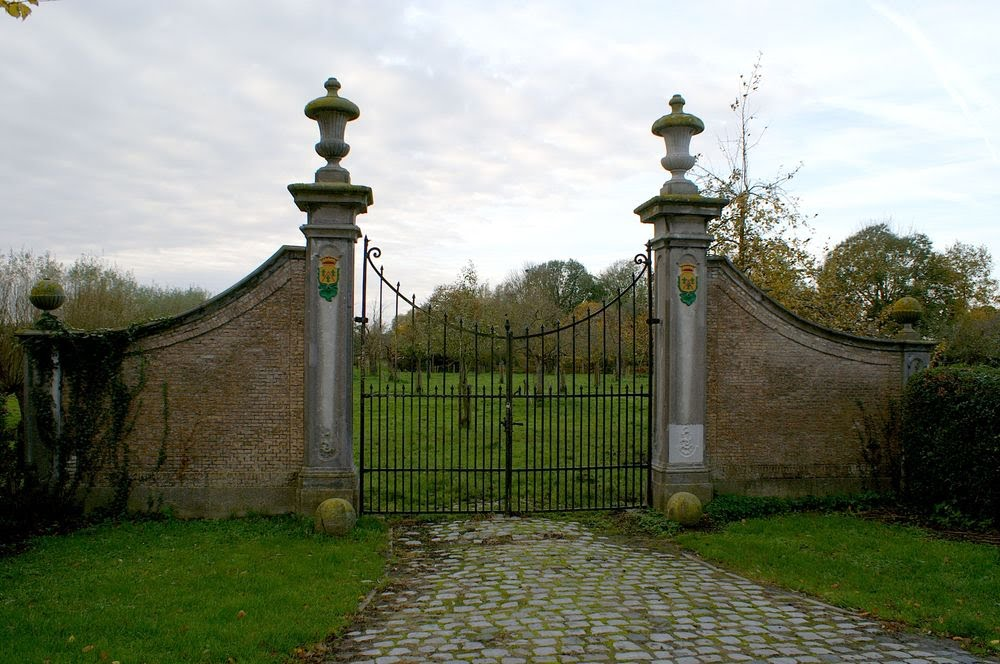
Het toegangshek uit 1760
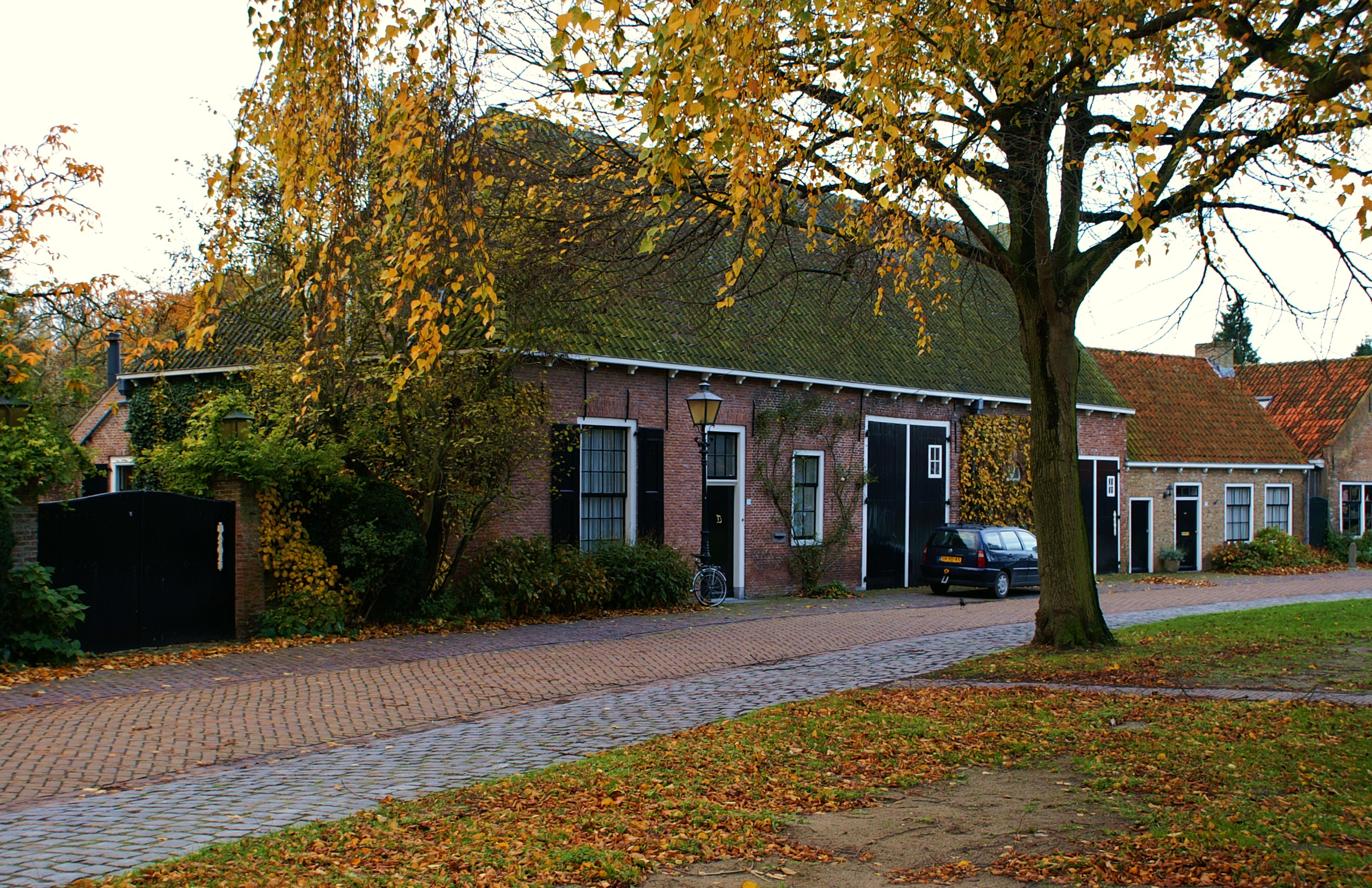
De boerderij
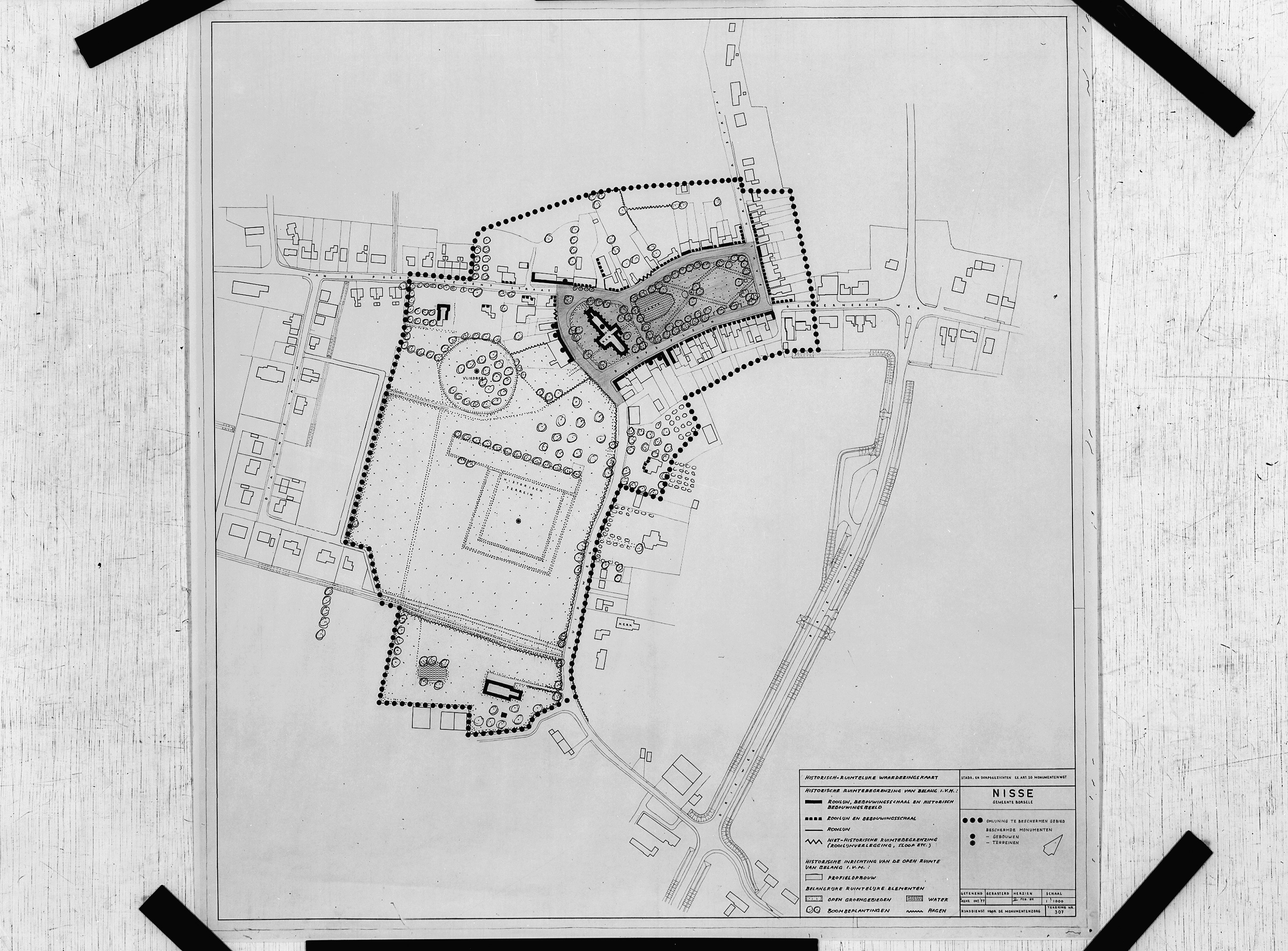
Kaart uit 1977, met de vliedberg en het voormalige terrein van Hof ter Nisse

Aldegonde · Kasteel van Axel · Baarland · Baarsdorp · Barbestein · Biervliet · Bieweg · Blodenburg · Huis der Boede · Brijdorpe · Bruëlis · 't Burchtje · Burggravensteen · Buttinge · Coxijde · Crayenstein · Duinbeek · Duivelsberg · Ellewoutsdijk · Filippenburg · Geersdijk · Gistellis · Gravenhof · Slot Haamstede · Kasteel Hellenburg · Herkestein · Heuvelsweg · Hoge Huis · Ter Hooge · Hoogkamer · Kats · Kind van Trente · Kleverskerke · Kortgene · Kreke · Kruiningen · Laterdale · Lodijke · Maalstede (Hulst) · Maalstede (Kapelle) · Magdalon · Hof Ter Moere · Moermond · Te Mortiere · Muiden · Hof ter Nisse (Nisse) · Hof ter Nisse (Ossenisse) · Oostende · Oostende (Goes) · Oosterstein · Poelvoorde · Poortvliet · Popkensburg · De Pottere · Poucques · Pronkenburg · Ravenstein · Saeftingher Slot · Kasteel van Sint-Maartensdijk · Schengen · Sluis · Smallegange · Stavenisse · Tolhuis van Iersekeroord · Huus ter Tolne · Torenberg · Torenhoeve · Toren van Bourgondië · Troye · Valkenisse · Vinninghen · Vlissingen · Voorhoute · Waarde · Watervliet · Weldamme · Welland · Huis te Werf · Te Werve · Westenschouwen · Westhove · Westkerke · Windenburg · Zandenburg · Zwanenburg